# First Harvest 1984-92
First Harvest 1984-92 släpptes 1992 och är ett samlingsalbum av den tyska gruppen Alphaville.

## Låtlista
1. Big in Japan (3:54)
2. Sounds Like a Melody (4:29)
3. Sensations (3:58)
4. The Mysteries of Love (3:34)
5. Lassie Come Home (6:58)
6. Jerusalem (3:35)
7. Dance with Me (4:08)
8. For A Million (6:09)
9. A Victory of Love (4:13)
10. The Jet Set (3:40)
11. Red Rose (4:38)
12. Romeos (4:52)
13. Summer Rain (4:10)
14. Forever Young (3:45)
15. Big In Japan (Culture Mix) (6:08)